# Sean Ryan Fox
Sean Ryan Fox (Riverside, 30 agosto 2001) è un attore e doppiatore statunitense.

## Biografia
Sean Ryan Fox ha tre fratelli maggiori. All'età di otto anni si è appassionato per la recitazione. Ha debuttato per la prima volta all'età di undici anni nella serie televisiva Criminal Minds.
Dal 2014 al 2020 ha interpretato Jasper Dunlop, uno dei personaggi principali nella serie di Nickelodeon Henry Danger. Ha inoltre scritto varie canzoni come Indestructible e Perfect Crime, presenti nel suo canale youtube

## Filmografia

### Cinema
- Life Tracker, regia di Joe McClean (2013)
- Bereave, regia di Evangelos Giovanis & George Giovanis (2015)
- Field of Lost Shoes, regia di Sean McNamara (2015)
- Sex, Death and Bowling, regia di Ally Walker (2015)
- Oggi è sempre Natale (Christmas All Over Again), regia di Christy Carlson Romano (2016)
- David's Dinosaur, regia di Matthew Charles Hall (2017)

### Televisione
- Jake e i pirati dell'isola che non c'è – serie animata (2011-2016)
- Criminal Minds – serie TV, 1 episodio (2012)
- NCIS - Unità anticrimine – serie TV, 1 episodio (2012)
- The Tonight Show with Jay Leno – serie TV, 1 episodio (2012)
- Kickin' It - A colpi di karate – serie TV (2012)
- Nickelodeon's Ho Ho Holiday Special – film TV (2015)
- Nickelodeon's Sizzling Summer Camp Special – film TV (2017)
- Henry Danger – serie TV (2014-2020)
- Le avventure di Kid Danger (The Adventures of Kid Danger) – serie animata (2018)

### Cortometraggi
- Where the End Begins, regia di Ron Vignone (2016)

### Doppiatore
- Lincoln Loud in A casa dei Loud (2014, nel primo corto)
- Jake in Jake e i pirati dell'Isola che non c'è (2011-2016)

### Video
- Camp Cool Kids (2017)

### Video musicali
- Sofia & Jake: Be Who You Wanna Be (2013)
- Sean Ryan Fox: Indestructible (2016)
- Sean Ryan Fox: Perfect Crime (2017)

## Doppiatori italiani
Nelle versioni in italiano dei suoi film e delle sue serie TV, Sean Ryan Fox è stato doppiato da:
- Francesco Ferri in Henry Danger